# MarJon Beauchamp

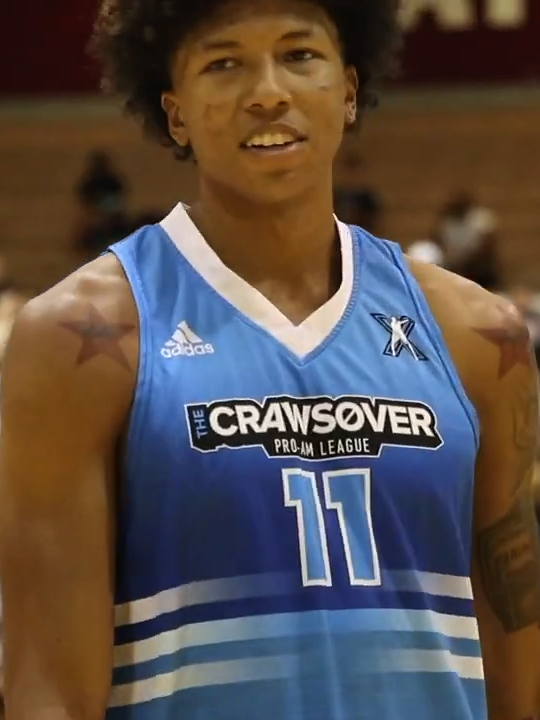
MarJon Beauchamp, 2022.

MarJon Beauchamp, född 12 oktober 2000 i Yakima i Washington, är en amerikansk professionell basketspelare (SF) som spelar för New York Knicks i National Basketball Association (NBA). Han har tidigare spelat för Milwaukee Bucks och Los Angeles Clippers.
Beauchamp draftades av Milwaukee Bucks i första rundan i 2022 års draft som 24:e spelare totalt.
Innan han blev proffs studerade Beauchamp vid Yakima Valley College och spelade för deras idrottsförening Yakima Yaks.